# Crescente Olariaga Eceizabarrena
Crescente Olariaga Eceizabarrena   (Andoain, 10 de març de 1903 - Barcelona, 14 de juny de 1981) fou un futbolista basc de la dècada de 1920.

## Trajectòria
Jugava a la posició d'extrem dret. Fou jugador de la Reial Societat. Va defensar els colors del RCD Espanyol entre les temporades 1921-22 i 1926-27. Disputà un partit amb la selecció de Catalunya enfront Espanya el dia 13 de març de 1924 al camp de les Corts.